# Afbildningsklassegruppe
I det felt inden for matematikken, der kendes som geometrisk topologi, er afbildningsklassegruppen en vigtig algebraisk invariant af et topologisk rum. Afbildningsgruppen er, kort sagt, en diskret gruppe af "symmetrier" af rummet.

## Definition
Lad X være et topologisk rum. Lad
{\displaystyle {\rm {Homeo}}(X)}
være gruppen af homøomorfier fra X til sig selv. Lad
{\displaystyle {\rm {Homeo}}_{0}(X)}
være undergruppen af {\displaystyle {\rm {Homeo}}(X)} bestående af alle homøomorfier, som er isotope til identitetsafbildningen på X. Det kan verificeres, at {\displaystyle {\rm {Homeo}}_{0}(X)} faktisk er en undergruppe, og at den er normal. Kvotientgruppen
{\displaystyle {\rm {MCG}}(X)={\rm {Homeo}}(X)/{\rm {Homeo}}_{0}(X)}
kaldes afbildningsklassegruppen af X. Der er derfor en naturlig kort eksakt følge
{\displaystyle 1\rightarrow {\rm {Homeo}}_{0}(X)\rightarrow {\rm {Homeo}}(X)\rightarrow {\rm {MCG}}(X)\rightarrow 1.}
Afbildningsklassegruppen kan også betragtes som den 0'te homotopigruppe, {\displaystyle {\rm {MCG}}(X)=\pi _{0}({\rm {Homeo}}(X))}, hvilket direkte viser, at den er en gruppe (da den er komponenterne af et topologisk rum), og det giver, at {\displaystyle {\rm {Homeo}}(X)} er en normal undergruppe.
Når X er en orienterbar mangfoldighed, er det ofte anvendeligt at restringere opmærksomheden til orienteringsbevarende homøomorfier {\displaystyle {\rm {Homeo}}^{+}(X)}. Konventionen i matematikken er her at lade MCG(X) betegne den orienteringsbevarende udgave, og gruppen defineret ovenfor kaldes i stedet den udvidede afbildningsklassegruppe og betegnes MCG*(X). (Sammenlign med notationen S*L for den udvidede specielle lineære gruppe af matricer med determinant ±1.) En teknisk bemærkning er, at X blot behøver at være orienterbar (i stand til at blive orienteret) og ikke orienteret for at de orienteringsbevarende afbildninger er defineret.
Hvis X er en glat eller stykkevis lineær mangfoldighed forstås ved afbildningsklassegruppen gruppen af isotopiklasser af diffeomorfier eller stykkevis lineære automorfier af mangfoldigheden.